# A113-as autópálya (Németország)
Az A113-as autópálya (németül: Bundesautobahn 113) egy autópálya Németországban. Hossza 19 km.